# فرانسيس فوكوياما
 يوشيهيرو فرانسيس فوكوياما  (إنجليزية: Yoshihiro Francis Fukuyama) (ولد 27 أكتوبر 1952) هو عالم وفيلسوف واقتصادي سياسي، مؤلف، وأستاذ جامعي أميركي. اشتهر بكتابه نهاية التاريخ والإنسان الأخير الصادر عام 1992، والذي جادل فيه بأن انتشار الديمقراطيات الليبرالية والرأسمالية والسوق الحرة في أنحاء العالم قد يشير إلى نقطة النهاية للتطور الاجتماعي والثقافي والسياسي للإنسان. ارتبط اسم فوكوياما بالمحافظين الجدد، ولكنه أبعد نفسه عنهم في فترات لاحقة.
يعمل فوكوياما في مركز الديمقراطية والتنمية وسيادة القانون بجامعة ستانفورد منذ 2010. قبل ذلك، عمل أستاذاً ومديرًا لبرنامج التنمية الدولية في كلية الدراسات الدولية المتقدمة بجامعة جونز هوبكنز وأستاذ السياسة العامة بجامعة جورج ماسون. تتمحور أطروحات ومؤلفات فوكوياما حول قضايا التنمية والسياسة الدولية. من مؤلفاته النظام السياسي والاضمحلال: من الثورة الصناعية إلى عولمة الديمقراطية (2014)، أمريكا على مفترق طرق: الديمقراطية، السلطة، وميراث المحافظين الجدد (2006)، مستقبلنا بعد البشري: عواقب ثورة التقنية الحيوية (2002)، الثقة: الفضائل الاجتماعية و تحقيق الازدهار (1995)، الخلل الكبير: الطبيعة البشرية وإعادة بناء النظام الاجتماعي (1999)، وأصول النظام السياسي.
بالإضافة لعمله الجامعي، عمل فوكوياما في قسم العلوم السياسية بمؤسسة راند ولا يزال عضواً في مجلس أمنائها، مجلس إدارة الصندوق الوطني للديمقراطية، ومؤسسة أمريكا الجديدة. كما عمل في هيئة تخطيط السياسات بوزارة الخارجية الأمريكية في الثمانينيات. شارك في تأسيس مجلة آميركان إنترست عام 2005 وهو رئيس هيئة التحرير. فوكوياما زميل في معهد السياسة الخارجية بجامعة جونز هوبكنز، وزميل غير مقيم في مؤسسة كارنيغي للسلام الدولي ومركز التنمية العالمية، عضو في مجلس الرئيس الأميركي للأخلاقيات البيولوجية، جمعية العلوم السياسية الأمريكية، ومجلس العلاقات الخارجية، والمجلس الباسيفيكي للسياسة الدولية.

## خلفية
ولد يوشيرو فرانسيس فوكوياما في حي هايد بارك بمدينة شيكاغو في 27 أكتوبر 1952 لكل من يوشيو فوكوياما وتوشيكو كواتا. هرب جد فوكوياما من الحرب الروسية اليابانية عام 1905 وافتتح متجراً في لوس أنجلوس كاليفورنيا قبل الاعتقال الادراي للأميركيين اليابانيين خلال الحرب العالمية الثانية. والده كان أوفر حظاً من جده وتفادى الاعتقال لأنه حصل على بعثة دراسية في جامعة نبراسكا. هذه التجربة التي مرت بها عائلة فوكوياما جعلته ناقداً لما يسمى بالإسلاموفوبيا.
والده يوشيو فوكوياما كان أميركيا يابانيا من الجيل الثاني، حصل على الدكتوراه في علم الاجتماع من جامعة شيكاغو حيث قام بتدريس الدراسات الدينية. والدته توشيكو كواتا ولدت في كيوتو باليابان وهي إبنه شيرو كواتا، مؤسس قسم الاقتصاد بجامعة كيوتو وأول رئيس لجامعة مدينة أوساكا. قدمت إلى الولايات المتحدة حيث التقت زوجها للدراسة الجامعية. انتقلت عائلة فرانسيس إلى مانهاتن بمدينة نيويورك حيث عاش سنينه الأولى قبل الانتقال إلى بنسلفانيا عام 1967.
حصل فوكوياما على درجة البكالوريوس في الكلاسيكيات من جامعة كورنيل، حيث درس الفلسفة السياسية وكان آلن بلوم من مدرسيه. ذهب إلى جامعة ييل لاستكمال دراساته العليا في الأدب المقارن، لكنه غير تخصصه وقرر دراسة العلوم السياسية في جامعة هارفارد. في هارفارد، تأثر بصموئيل هنتنغتون وهارفي مانسفيلد. حصل على الدكتوراه في العلوم السياسية من جامعة هارفارد لأطروحته عن التهديدات السوفيتية الناتجة عن التدخل في الشرق الأوسط. في عام 1979، انضم إلى مؤسسة راند ومهمته عندما كان في الـ 27 من عمره الخروج باستراتيجية لمواجهة التوسع السوفييتي في جنوب آسيا. عمل أستاذاً للسياسة العامة بجامعة جورج ماسون في الفترة من 1996 إلى 2000. وحتى 2010، عمل أستاذاً للاقتصاد السياسي ومدير برنامج التنمية الدولية بجامعة جونز هوبكنز. يعمل حالياً في مركز الديمقراطية والتنمية وسيادة القانون بجامعة ستانفورد.
الابن الوحيد لوالديه، يقول فرانسيس أن اللغة اليابانية كانت مستخدمة داخل المنزل لكنه لم يتعلمها. والده كان من الأبرشانيين، خط بروتستانتي قديم يميل إلى اليسار، يقول فوكوياما أن الدين بالنسبة لوالده كان نشاطاً وسياسة. متزوج من لورا هولمغرن التي التقاها عندما كان يعمل في مؤسسة راند وكانت هي طالبة دراسات عليا في جامعة كاليفورنيا، لوس أنجلوس. انضم وزوجته إلى كنيسة مشيخية ولكنه ليس عضواً فاعلاً فيها ويقول أنه يواجه صعوبة في اعتبار نفسه مؤمناً. لديه اهتمام بالتصوير والأثاث الأميركي القديم الذي يقوم باعادة إنتاجه بنفسه. يعيش في كاليفورنيا مع زوجته وأبنائه الثلاث جون وجوليا وديفيد. أعلن فرانسيس تأييده لباراك أوباما خلال حملاته الانتخابية.

## أعماله

### نهاية التاريخ
تعد أطروحة نهاية التاريخ والإنسان الأخير التي نشرها في مجلة ناشيونال إنترست عام 1989 قبل أن يتوسع فيها ويؤلف الكتاب، من أشهر أطروحات فوكوياما والتي جادل فيها بأن تطور التاريخ البشري كصراع بين الأيديولوجيات إنتهى إلى حد كبير، مع إستقرار العالم على الديمقراطية الليبرالية بعد الحرب الباردة وسقوط جدار برلين عام 1989، وتوقع فوكوياما انتصار الليبرالية السياسية والاقتصادية في نهاية المطاف. فوكوياما يقصد نهاية التاريخ كاتجاه وليس كأحداث، الديمقراطية الليبرالية هي تتويج التطور الأيديولوجي للإنسان، وعدم وجود بديل غير بربري وخطير يعني أن الحجج الآيديولوجية للآخرين لا ترقى لمقارعة الديمقراطية الليبرالية. مثل هيغل وماركس، لا يعتقد فوكوياما أن تطور المجتمعات البشرية بلا نهاية، لكنه يكتمل عندما تجد البشرية التنظيم الاجتماعي الذي يشبع احتياجاتها الطبيعية والأساسية:
شهد القرن التاسع عشر فترات سلام طويلة وتزايدت معدلات الرفاه والتفاؤل لسببين:
- الإيمان بأن العلم الحديث سيحسن من حياة الإنسان ويخلص البشرية من الفقر والمرض وسيتمكن الإنسان من السيطرة على خصمه القديم المتمثل بالطبيعة بواسطة التكنولوجيا الحديثة.
- ستستمر الديمقراطيات الحرة بالانتشار في مزيد من البلدان.

فكان هناك إحساس طاغٍ أن الثورتين الفرنسية والأميركية حطمتا عروش الطغاة والأوتوقراطيين وكهنة «الخرافات الدينية» واستبدلتهم بسلطة عقلانية يتساوى فيها جميع الناس في الحقوق. من طفرة التفاؤل، كُتب أن حرية التجارة تجعل فكرة التوسع بالحروب غير منطقية، حتى الموسوعة البريطانية الصادرة تلك الفترة كتبت أن التعذيب موضوع تاريخي وهذه أهميته الوحيدة ما تعلق الأمر بأوروبا. الحرب العالمية الأولى شكلت صدمة قوية وقاسية لتلك التوقعات وهدمت فكرة التقدم الإنساني في الوجدان الأوروبي. فكل القيم التي أوجدها البرجوازيون من الإخلاص والعمل والمثابرة والقومية أُستخدمت في مجازر وحشية كان يموت فيها عشرات الآلاف يومياً للسيطرة على بضعة أمتار مربعة. صعود الفاشية والنازية والستالينية والحرب العالمية الثانية أظهرت أن السياسة الحديثة خلقت دولاً بالغة القوة بأجهزة أمنية فعّالة وهو ما أدى إلى صياغة مصطلح الشمولية لرغبة تلك الدول السيطرة على كافة أوجه الحياة العامة والخاصة. عرف العالم طغاة في السابق، ولكنهم لم يستطيعوا تحقيق ما حققه أدولف هتلر وجوزيف ستالين لأن إبادة قطاعات مجتمعية بأكملها مثلما حدث في الغولاغ والهولوكوست، لم يكن ليحدث لولا الحداثة وتسخير تلك القوى للتكنولوجيا والتنظيم السياسي الحديث لخدمة أهدافها. فنظريات القرن التاسع عشر كانت تربط المآسي الإنسانية بالتخلف الاجتماعي ولكن مجازر النازيين وقعت في أكثر أمم أوروبا تقدماً صناعياً وأنجبها ثقافة وتربية.
هذه الأحداث وغيرها خلال القرن العشرين، بددت أوهام التفوق الأخلاقي والعقلاني لأوروبا وبدأوا بمراجعة فرضية ما إذا كان الاعتقاد الرابط بين التقدم والديمقراطية الليبرالية يعبر عن مركزية إثنية ضيقة. فتعزز التشاؤم الغربي من إمكانية انتشار الديمقراطيات وإزدهارها، بل قبلوا بوجود بديل قوي للديمقراطية الليبرالية وهي الشيوعية. كانوا يعرفون عن الفشل الذي أصاب الدول الاشتراكية ويدركون أنها لم تحظى بأي درجة من الشرعية أمام الشعوب، ولكن قدرة الشيوعيين على التحكم بشعوبهم عن طريق الرقابة على أسس المجتمع لم يقدم أي أمل بقدرة الأنظمة الشمولية على التغيير من تلقاء نفسها. تلك الأنظمة لم تخف شعوبها فحسب، بل أجبرتها على تبني نفس قيم أسيادها الدكتاتوريين. لم يشهد العالم بمجمله كوارث جديدة خلال النصف الثاني من القرن العشرين وبدأت الأنطمة السلطوية بالانكشاف والانهيار شيئاً فشيئاً، وتلى انهيارها قيام أنظمة ديمقراطية ليبرالية، وبعضها انزلق إلى اللا استقرار السياسي أو شكل آخر من أشكال الديكتاتورية. إذا كان التحديث السياسي أدى إلى قيام دول شمولية وسلطوية، فان أواخر القرن العشرين كشفت الضعف البنياني لتلك الأنظمة وهو ما تطلب مراجعة النظرة المتشائمة لسيرورة التاريخ وفقاً لفوكوياما.
انكشاف ضعف الديكتاتوريات سواء كانت يمينية عسكرية سلطوية أو يسارية شمولية أبقى الديمقراطية الليبرالية النموذج السياسي الوحيد الذي نجح في إنتاج مستويات عالية وغير مسبوقة من الثروة في تاريخ البشرية سواء في البلدان الصناعية أو تلك التي كانت تُصنف بالفقر. كانت أزمة الدكتاتوريات سواء السلطوية منها أو الشمولية هي الاعتقاد أن الدولة بالغة القوة قابلة للحياة. حاولت الأنظمة الدكتاتورية استخدام هيمنة الدولة للسيطرة على مجال المصالح الفردية لبناء قوة عسكرية قاهرة أو تطوير نظام اجتماعي قائم على المساواة. الضعف الذي أصاب تلك الأنظمة متعلق بضعف شرعيتها، أي أنها أزمة في الأفكار والمبادئ السياسية. الشرعية السياسية ليست تطبيق العدالة أو الحق المطلق، فهي مفهوم نسبي يوجد في الإدراك الذاتي للشعوب.
الدكتاتوريون لا يحكمون بلداناً باعتمادهم المطلق على القوة، فكل فعل سياسي إلزامي يتطلب قدراً معيناً من الشرعية. عندما يقال أن دكتاتوراً يحكم بالقوة، يعني ذلك أن أجهزته الأمنية قادرة على ترويع أكبر قسم ممكن من السكان. هذه الأجهزة لا تخشى ترويعاً من الدكتاتور فمن غير المرجح قدرته الشخصية على إرهابهم جسدياً، لكن أعضائها مؤمنون بشرعية قائدهم السياسية تماماً. يقول فوكوياما أن هذه هي حالة أنظمة الدول الأعضاء في جامعة الدول العربية، فهي أوليغاركية لا تحتاج شرعيتها إلى القسم الأكبر من السكان وتنجح في البقاء لسنوات طويلة. انعدام الشرعية أمام الشعب بالمجمل لا يهم مثل هذه الأنظمة ولكنها تنهار عندما تتضارب مصالح النخب المرتبطة بالنظام نفسه وبالذات بين أولئك المسيطرين على وسائل الإكراه مثل القوات المسلحة، الشرطة، أو الحزب الحاكم. الانظمة اليمينية في جنوب أوروبا من اليونان والبرتغال إلى إسبانيا، وجنوب أفريقيا وأميركا اللاتينية أظهرت ضعفاً واضحاً في التعامل مع الأزمات الاقتصادية والاجتماعية، وهو ما دفع أعضاء تلك الأنظمة أنفسهم إلى التنازل لصالح أنظمة حكم ديمقراطية. لأن قدرات الأنظمة السلطوية العسكرية محدودة في المجالين الاقتصادي والاجتماعي وتسقط من تلقاء نفسها فور زوال الذرائع المحدودة التي حددتها لنفسها مثل محاربة الإرهاب أو وضع حد للفوضى الاقتصادية.
الأنظمة الشمولية اليسارية في المقابل لم تكن أفضل حالاً، الأزمة الحقيقية لليسار كانت ولا زالت اقتصادية. في كثير من الدول الاشتراكية، أُجْبِرَ ملايين الفلاحين الغير أقرباء على العمل في مزارع جماعية، وهو ما كسر الرابط بين الجهد الفردي والمكافأة لأن الجماعية تثبط دوافع العمل، فانتشرت المجاعات وانخفضت الانتاجية بشكل كبير. الـ 4% من أراضي الاتحاد السوفييتي التي لم تكن مملوكة من الدولة، أنتجت 25% من إجمالي الإنتاج الزراعي. تخلت الصين عن المزارع الجماعية عام 1978 فتضاعف انتاجها الزراعي أربعة أضعاف خلال أربعة أعوام فقط. ولكن الأزمات الاقتصادية ينبغي أن توضع في سياق أزمة أكثر إتساعاً، وهي شرعية النظام السوفييتي نفسه. اللجوء المفرط إلى العنف كان أحد أسباب ضعف الاتحاد السوفييتي، إذ أُغلقت معسكرات الغولاغ وتوقفت الاعدامات الاعتباطية بعد وفاة جوزف ستالن بفترة قصيرة، بسبب أن النخبة السياسية لم تعد تأمن على نفسها. سياسات التأميم التي وعدت بالمساواة أظهرت طبقية جديدة من موظفي الحزب الشيوعي، وفشلت الحكومة في السيطرة على الفكر سواء على صعيد المواطنين أو النخب. فالتشكيك في شرعية النظام أتى من داخل الطبقة الروسية الحاكمة نفسها، فزال الطابع الأسطوري عن البنية الآيديولوجية الحاكمة للاتحاد. ترك الصينيون السعي للدفاع عن الماركسية عام 1978 وأعادوا الملكية الخاصة في الأرياف وفتحوا مجمل البلاد أمام الاقتصاد الرأسمالي العالمي، وهو اعتراف بفشل الاقتصادات المخططة مركزياً.
منطق العلم الطبيعي الحديث هو تفسير أو تأويل اقتصادي للتغيرات التاريخية ولكنه بخلاف نسخته الماركسية، يؤدي إلى الرأسمالية بدلا من الاشتراكية كنتيجة نهائية. منطق العلم الطبيعي الحديث يفسر الكثير من سمات العالم المعاصر، عن أسباب عمل سكان الديمقراطيات المتقدمة في أعمال مكتبية عوضاً عن كونهم فلاحين، انضمامهم لإتحادات عمالية ومنظمات محترفة بدلاً عن القبائل أو العشائر، وامتثالهم لسلطة بيروقراطية عوضاً عن رجال الدين. ولكن هذه التأويلات الاقتصادية لا توفر إجابات مرضية لأن الإنسان ليس حيواناً اقتصادياً بسيطاً. ولهذا السبب عاد فوكوياما لأطروحة هيغل عن الصراع من أجل الاعتراف. رغبة الاعتراف قد تكون غير مفهومة ولكنها قديمة قدم الفلسفة السياسية وجزء أصيل من الإنسان. أشار أفلاطون إلى رغبته بالاعتراف في جمهوريته وبالنسبة لهيغل، الرغبة بالاعتراف قادت الإنسان وأدخلته في صراعات حتى الموت وهو ما أدى لانقسام المجتمع الإنساني لطبقتين:
- «الأسياد» الذين خاطروا بحياتهم من أجل هذا الاعتراف.
- «العبيد» الذين استستلموا لخوفهم الطبيعي من الموت.

هذه العلاقة اتخذت أشكالاً مختلفة في كل المجتمعات طيلة القسم الأكبر من التاريخ البشري، ولكنها فشلت في الإيفاء برغبات الاعتراف لكلا الطبقتين. فالعبد لم يكن معترفاً به كانسان ولم يُعترف بالسيد من قبل أقرانه بل من العبيد «ناقصي الإنسانية» أساساً. هذا التناقض هو ما ولد مراحل جديدة من التاريخ مثل الثورة الفرنسية والثورة الأميركية التي ولدت مبادئ السيادة وسيادة القانون وأُستبدل الاعتراف غير المتساوي باعتراف شامل ومتبادل تعترف به الدولة بضمانها الحقوق، وفقاً لهيغل. تفسير هيغل لمغزى الديمقراطية الليبرالية يخالف تفسير الآباء المؤسسون للولايات المتحدة والفلاسفة الإنجليز، حيث آمن توماس جيفرسن وجيمس ماديسن بأن الحقوق وسائل للمحافظة على المنزلة الاجتماعية أو فلك شخصي يسمح للرجال باثراء أنفسهم وإرضاء رغباتهم، فالاعتراف عند الأنجلو ساكسون ارتبط بالمصلحة الشخصية على عكس هيغل الذي اعتبر الحقوق غايات بحد ذاتها، لأن الرفاهيات المادية لا توفر الرضا الكامل للانسان قدر الاعتراف بكرامته. يقول فوكوياما بأن هذه الرغبة بالاعتراف هي حلقة الوصل بين الليبرالية الاقتصادية والليبرالية السياسية. فكلما ازدادت معدلات التعليم والكوزموبوليتانية بين الأفراد، يزداد احترامهم لذاتهم ويطالبون بمزيد من السلطة والاعتراف بشكل لا يحدث بين الفقراء والمجتمعات المتخلفة ثقافياً. هذا الاحترام المتولد للذات يدفع الناس لاختيار أو تفضيل أشكال الحكم الديمقراطية في نهاية المطاف. باستيعاب مفهوم الرغبة بالاعتراف، يقول فوكوياما أنه بالإمكان إعادة تفسير الكثير من الظواهر مثل الدين والقومية والعمل والسياسة الدولية والحرب. شغلت هذه الظواهر وتقاطعها مع الصراع من اجل الاعتراف أجزاء كبيرة من الكتاب.
تاريخياً، قُدِّمَت هذه الظواهر أو مجمل العادات والقواعد الأخلاقية للشعوب كعوائق أمام بناء مؤسسات ديمقراطية تعمل لأن المتدين المطالب بالاعتراف بآلهته وأخلاقياته يطالب باعتراف يستند على تمايز اعتباطي غير عقلاني. ولكن الواقع أكثر تعقيداً، لأن نجاح الليبرالية الاقتصادية والسياسية تطلب أشكالاً لا عقلانية من الاعتراف كذلك. الديمقراطية الناجحة تحتاج إلى فخر واعتزاز غير عقلاني من المواطنين بمؤسساتهم الديمقراطية، وتنمية ما وصفه ألكسيس دو توكفيل بفن التجمع القائم غالباً على مجموعات صغيرة ترتكز على الدين وجوانب قومية. لا يوجد تعارض بين القومية والليبرالية من حيث المبدأ، بدلالة أنهما كانا حليفان في المقاومة وتحقيق الوحدة الألمانية والإيطالية خلال القرن العشرين، وخلال النضال البولندي والبلطيقي للاعتراف القومي من الاتحاد السوفييتي. فالاستقلال والسيادة والتحرر مرتبطة ارتباطاً وثيقاً بالاعتزاز القومي شريطة ألا يتحول الانتماء الإثني القاعدة الوحيدة للمواطنة والحقوق المتولدة عنها. فالشعور القوي بالانتماء القومي شرط ضروري وأساسي قبل كل ديمقراطية مستمرة وناجحة. الدين في المقابل، هو بحد ذاته لا يتعارض مع الديمقراطية الليبرالية ولكنه بالتأكيد سيكون عائقاً عندما يتوقف عن البقاء متسامحاً. المسيحية مهدت الطريق أمام الثورة الفرنسية ولكنها لم تنشئ مجتمعاً حراً بحد ذاتها، فعلمنة المسيحية إلى حد كبير كان نتيجة الاصلاح البروتسانتي الذي تجاوز الحاجة إلى رجال الدين وجعل مسألة فهم الإنجيل شخصية وقائمة على ضمير الفرد. الإسلام الأصولي واليهودية الأرثوذكسية أديان شمولية تريد التحكم بكافة مظاهر الحياة العامة والخاصة، قد لا تعارض الديمقراطية الانتخابية على الطريقة الإيرانية، ولكن اعترافهم بالحقوق المرتبطة بالليبرالية مثل حرية الفكر والدين قد تكون تحدياتٍ بالغة الصعوبة.
ولكن أحد الأخطاء الشائعة، يقول فرانسيس، هي الاعتقاد بأن العوامل الثقافية تشكل شروطاً كافية لاقامة أو عرقلة الديمقراطية الليبرالية. الديمقراطيات لا تتسلل من الباب الخلفي دون قرار سياسي صريح يؤسسها. فالمجال السياسي حر ومستقل عن ذلك الثقافي، والديمقراطية الليبرالية لا تظهر دون سياسيين عقلانيين قادرين على تشكيل الشعوب بخلق لغة خير وشر خاصة بها، وتحويل ميولها إلى مؤسسات مستدامة. إذن عوامل نجاح الديمقراطية سياسية بالدرجة الأولى، فقد توفرت جميع الشروط الثقافية المسبقة التي حددها ماكس فايبر للديمقراطية في ألمانيا النازية، ولكن المبالغة في تأكيد الذات والغضب الذي كان السمة الأبرز في الاشتراكية القومية طغى على الرغبات العقلانية بالاعتراف المتبادل والمعاملة بالمثل. أبرز الدول التي خالفت الشروط الثقافية المفترضة للديمقراطية الليبرالية هي الهند والدول الكاثوليكية مثل إسبانيا والبرتغال والبرازيل وكثير من دول أمريكا اللاتينية وأوروبا الشرقية. حجة تعذر إقامة ديمقراطية لأن بلداً ما يفتقر إلى تقليد ديمقراطي مسبق ليست منطقية يقول فوكوياما. فلو كان هذا الشرط ضرورياً بالفعل، لما تمكن أي بلد من أن يصبح ديمقراطياً لأن معظم بلدان العالم عرفت تقاليداً تسلطية في مرحلة ما من تاريخها. هذه الدولة الليبرالية العقلانية لن تنجح دون تعلق غير عقلاني من قبل المواطنين بأوطانهم، التجمعات القومية والدينية ليست قيماً ليبرالية ولكن نجاح الليبرالية يتطلب تجاوزها لبعض مبادئها الخاصة وذلك بتحديث سياسي ومؤسسي يحتفظ بحق الشعوب في الاعتزاز القومي والإيمان الديني في إطار حقوقي واتفاقات دستورية.
بما أن الرأسمالية قوة ديناميكية تستبدل العلاقات الاجتماعية التقليدية بأخرى تستند على العمالية الاقتصادية، تعمل على نحو فعال في مجتمع بحراك اجتماعي عال ومهن مفتوحة أمام الكفاءات بدلا عن الامتيازات، تميل الرأسمالية نحو طبقة متوسطة قوية. بقدرة الديمقراطية الليبرالية على احتواء هذه العوامل، يمكن اعتبارها نقطة النهاية للتطور السياسي، لأنها النظام الحكومي الوحيد الذي يتمتع بالشرعية على المدى الطويل أمام المحكومين. أشكال الحكومات الأخرى سواء الأنظمة الديكتاتورية العسكرية، الملكيات المطلقة، والشمولية الشيوعية، لم تكن قادرة على حشد إجماع بشرعيتها المستدامة ولا تتمتع بالرضا الاحتياطي للشعوب خلال الأزمات. عانت من عيوب خطيرة وغير عقلانية أدت وستؤدي إلى انهيارها عكس الديمقراطية الليبرالية الخالية من ذات التناقضات من حيث المبادئ والأساسيات. لا يعني ذلك انتهاء المظالم وأشكال عدم المساواة في أي بلد، ولكنها مشاكل متعلقة بقصور تطبيق مبدأي الحرية والمساواة وليس في المبدأين الرئيسين اللذان تقوم عليهما الديمقراطية الحديثة. نحن في نهاية التاريخ يقول فرانسيس، ليس باعتباره توقفا للأحداث، بل لعدم وجود نظام في المستقبل لما بعد الديمقراطية الحديثة والرأسمالية.

### مستقبلنا بعد البشري: عواقب ثورة التقنية الحيوية
صدر هذا الكتاب عام 2002 وفيه يجادل فوكوياما بأن التكنولوجيا الحيوية تسمح للبشر بسيطرة مباشرة على تطورها الطبيعي، وقد تسمح بتعديل طبيعة الإنسان وهو ما يعرض الديمقراطية الليبرالية للخطر. وصف فوكوياما البعد إنسانية بأنها من أخطر الأفكار في العالم. نمت حركات تحررية كثيرة في العالم المتقدم، من المدافعين عن الحقوق المدنية والحركات النسوية إلى المدافعين عن حقوق مثليي الجنس. ولكن هناك حركات «غريبة» كما يصفهم فوكوياما، لا يريدون أقل من تحرير الجنس البشري من قيوده البيولوجية. البعد إنسانية موجودة ضمناً في كثير من جداول أعمال البحوث البيولوجية المعاصرة. التكنولوجيات الجديدة الناشئة من مختبرات الأبحاث والمستشفيات سواء عقاقير تغيير المزاج، مواد زيادة كتلة العضلات، عقاقير محو الذاكرة الانتقائية، الفحص الجيني قبل الولادة، يمكن بسهولة أن تستخدم لتعزيز القدرات البيولوجية للبشر وتخفيف حدة الأمراض. الجنس البشري هو جنس ضعيف في نهاية المطاف، أمراضه تتطور باستمرار، يعاني من القيود المادية، ويعيش حياة قصيرة والمحظوظ من يعيش إلى سن الـ 100. بالإضافة إلى الغيرة، العنف، والقلق المستمر، تبدو مشاريع البعد إنسانية منطقية وجذابة. ولكن فوكوياما لديه نظرة مختلفة ويجادل بأن المجتمعات قد لا تقع فريسة سهلة لنظرة دعاة بعد الإنسانية ولكنهم قد يقعون في شراكها دون إدراك، نظرا للمغريات البيولوجية التي يقدمونها بثمن أخلاقي فادح.
أول ضحايا البعد إنسانية هي المساواة. يقول فوكوياما بأن الولايات المتحدة شقت طريقاً صعباً في هذا الجانب فأكثر الصراعات السياسية جدية في تاريخ أميركا كانت تتمحور حول من هو الذي يمكن اعتباره إنساناً. إعلان الاستقلال الأمريكي شدد أن «كل الناس خلقوا سواسية» ولكن مع ذلك، السود والنساء لم يعتبروا كذلك وفق تفسيرات معظم الأميركيين عام 1776. الفكرة الكامنة وراء المساواة في الحقوق هو الاعتقاد بأن جميع البشر يمتلكون جوهر الإنسان الذي يقزم ويقلل من قيمة الاختلافات السطحية مثل لون البشرة، الجمال، وحتى مستوى الذكاء. هذا الجوهر الذي يفيد بأن لكل البشر قيمة متأصلة، هو قلب الليبرالية السياسية ولكن تعديل هذا الجوهر هو أساس مشروع بعد الإنسانية. إذا ما حاول الإنسان أن يجعل من نفسه أكثر تفوقاً بيولوجياً، تتراود أسئلة عن نوعية الحقوق التي سيطالب بها هولاء البشر المتحولون مقارنة بالذين لم يحظوا بنفس الفرص ليجعلوا من أنفسهم بشراً خارقين. إضافة إلى الآثار المترتبة على المواطنين في دول فقيرة حيث عجائب التكنولوجيا الحيوية على الأرجح ستكون بعيداً عن متناول الناس، تهديد فكرة المساواة يصبح أكثر إزعاجاً من الدول المتقدمة. فالفكرة هي أن تكنولوجيا كهذه ستجعل من الأقوياء حالياً أقوى وتخلق طبقة اجتماعية تدعي لها حقوقاً أكثر استناداً على تفوقها الجسماني أو الجيني.
يجادل فوكوياما بأن البشر هم أعجوبة منتجات معقدة لعملية تطورية طويلة، خصائصهم الجيدة مرتبطة ارتباطا وثيقا بتلك السيئة. العنف والعدوانية هما السبب وراء قدرة الإنسان على الدفاع عن نفسه. مشاعر الإحساس بالتفرد والتميز، هي الدافع وراء الإخلاص للمقربين. الغيرة هي الدافع الحقيقي خلف الحب. حتى الوفاة تلعب وظيفة هامة في السماح للجنس البشري ككل في البقاء والتكيف، فآخر ما يريده الناس هو دكتاتور يعيش طويلاً ولا يموت. تعديل أي من الخصائص الرئيسية لدى البشر يستلزم لا محالة تعديل حزمة معقدة ومترابطة من الصفات الإنسانية، ولا يوجد أحد قادر على التنبؤ بالنتيجة النهائية لهكذا تعديلات. بالنسبة لفوكوياما، لا يمكن الوثوق بعلماء البيولوجيا لأن هدفهم الرئيسي هو التغلب على الطبيعة وغالبهم لا يهتم لأي اعتبارات أخلاقية، وهناك الأخلاقيون البيولوجيين وهدفهم الأساسي هو تبرير وتقديم المسوغات لكل ما يريد أن يقوم به العلماء.
الجدال حول هذه القضية ليس حكرا على الجانب الذي تحدث عنه فوكوياما وهو الجانب السياسي فهناك جوانب أخرى ولكن هناك من رد على الجانب الذي أشار إليه فوكوياما. الانتقادات لنظرة فوكوياماتجادل بأن الليبرالية السياسية هي ما سينظم الحياة في مجتمع ما بعد الإنسانية، لأن البيولوجيا لم تكن العامل المحدد أو المحرك للحقوق السياسية والمدنية. الليبرالية لم توجد على أساس المساواة الفعلية بين البشر، بل بالمساواة في الحقوق وأمام القانون. كما أن الهندسة الوراثية قد تخفف من الفوارق بين البشر بدلا من تفاقمها، فهي تتيح لكثيرين امتيازات كانت في السابق حكراً على قلة. الليبرالية السياسية ليست في خطر بل هي من سيضمن حقوق الأفراد في مجتمع ما بعد الإنسانية لجوهرها القائم على تطبيق القانون على الجميع مهما كانوا أغنياء أو فقراء، جهلة أو متعلمين، أقوياء أو عاجزين، معززون بيولوجياً بفضل الأبحاث أو غير معززين. والجدل لا يزال مستمراً.

### الفضائل الاجتماعية وتحقيق الازدهار
صدر كتاب الثقة : الفضائل الاجتماعية وتحقيق الازدهار عام 1995. تشرح نظرية الاقتصادات التقليدية الحديثة 80% من الأحداث الاقتصادية، والباقي يعتمد على دور الدولة والتنظيم الاجتماعي للمجتمع. مالت البنية الفكرية والاجتماعية في غالب المجتمعات الغربية لتهميش المجالات الاجتماعية والأنثروبولوجية للاقتصاد، ولكن الاقتصاد بحد ذاته لا يمكنه تفسير لماذا بعض المجتمعات أكثر إزدهاراً من غيرها. يقول فوكوياما أن البلدان المزدهرة تميل إلى أن تكون تلك التي يمكن أن تتم فيها العلاقات التجارية بين الناس بشكل غير رسمي ومرن على أساس الثقة، مثل ألمانيا واليابان والولايات المتحدة. في مجتمعات أخرى، مثل فرنسا وإيطاليا وكوريا، تخضع السندات الاجتماعية للعلاقات الأسرية وغيرها من وجوه الولائات المختلة، وهو ما يخلق الجمود ويستفز الدولة للتدخل بما يثبط النمو الاقتصادي. الفكرة الرئيسية للكتاب هو الأداء الاقتصادي للمجتمعات متعلق بشكل كبير بوجود درجة عالية من الثقة في المجتمع المدني، في العلاقات الغير العائلية والغير الحكومية. جميع أشكال الجماعات الثقافية الاجتماعية التقليدية مثل القبائل والجمعيات القروية، والطوائف الدينية وما إلى ذلك، تقوم على أساس تقاليد مشتركة وتستخدام هذه المعايير لتحقيق غايات تعاونية. الأدبيات حول التنمية لم تعتبر هذه العلاقات مفيدة لرأس المال الاجتماعي.
القدرة الثقافية على تشكيل منظمات وشركات غير أسرية وغير حكومية هي المفتاح لتشكيل منظمات تجارية كبيرة، ناجحة وحديثة. في المجتمعات ذات الروابط الأسرية القوية أكثر من اللازم أو حيث كانت الكاثوليكية أو الشيوعية قوية، يجد الأفراد صعوبة في تشكيل روابط اجتماعية يمكن أن تؤدي إلى علاقات فعالة على صعيد الاقتصاد الجزئي. المجتمعات ذات الثقة المنخفضة تقلل قدرة أعضائها على التضامن وتقلل من فعالية التعاون مع الغرباء. في الأجزاء الصينية من شرق آسيا والعديد من بلدان أميركا اللاتينية على سبيل المثال، رأس المال الاجتماعي يتواجد داخل دائرة ضيقة من الأسر، فتلك المجتمعات لا تثق بالغرباء من خارج دوائرهم الضيقة غالباً لأن الغرباء يصنفون ضمن فئة مختلفة عن الأقارب في ثقافة العمل وهو ما يؤدي إلى انخفاض مستوى السلوك الأخلاقي للمواطنين وتبرير المعايير المزودجة. في مثل هذه المجتمعات، يشعر الموظف العمومي أن من حقه السرقة أو الاختلاس طالما أنها تصرفات ستصب في مصلحة عائلته أو عشيرته، فحسن السيرة والسلوك محفوظ للعائلة والمعارف فقط.
تعاني المجتمعات التقليدية من عدم وجود أفراد على أطراف الشبكات الاجتماعية، أفراد قادرين على التنقل بين المجموعات المختلفة وبالتالي يصبحون حملة لأفكار ومعلومات جديدة. المجتمعات التقليدية غالباً ما تكون قطعية، أي أنها تتألف من عدد كبير من الوحدات الاجتماعية المتطابقة والقائمة بذاتها مثل القرويين أو القبائل. المجتمعات الحديثة على النقيض من ذلك، فهي تتألف من عدد كبير من الفئات الاجتماعية المتداخلة التي تسمح بعضويات وهويات متعددة ولذلك يكون تبادل المعلومات والابداع والابتكار أصعب وإستغلال الموارد البشرية أسوأ في المجتمعات التقليدية مقارنة بالحديثة. لا يقترح فوكوياما بأن المنظمات أو الشركات العائلية غير منتجة فمن الواضح أنها ليست كذلك، ولكن نمو وتطور الشركات الأكبر حجماً لا يحدث في المجتمعات «العائلية» دون تدخل مكثف من جانب الدولة، وهو ما يعرقل قدرة القطاع الخاص على إيجاد شركات ضخمة وقوية وديناميكية مثل المجتمعات ذات الثقة العالية، فالملاحظ بشأن المجتمعات التقليدية أن الشركات الكبرى في الغالب ما تكون ضمن القطاع الحكومي مع كل ما يصاحب ذلك من لا فعالية وانعدام في الكفاءة.

لافتقارها القدرة على إيجاد علاقات اجتماعية عفوية، تقع هذه المجتمعات فريسة عدم الكفاءة أو المحسوبية أو تكلفة العقود الرسمية وتدخل الدولة. عندما توجد الثقة بين العمال ورؤسائهم، وبين الموظفين ومدرائهم من خارج العائلة، وبين الموردين والمنتجين، تزدهر الترتيبات الغير الرسمية منخفضة التكلفة. من المصادر الأساسية لرأس المال الاجتماعي وجود مجتمع مدني، فوجود المجتمع المدني شرط ضروري للديمقراطية الليبرالية كما قال إرنست غيلنر:
| فرانسيس فوكوياما | بدون مجتمع مدني لا توجد ديمقراطية | فرانسيس فوكوياما |

 المصلحة الذاتية والعقود وأتعاب المحامين كلها مصادر مهمة للارتباط الاقتصادي، ولكن أكثر المنظمات فعالية هي تلك القائمة على مجتمعات تمتلك قيماً أخلاقية مشتركة. الديمقراطية الليبرالية تعني وجود مجال لحماية الحرية الفردية بتقييد الدولة عن التدخل، ولكن يجب على المجتمع أن يكون قادراً على تنظيم نفسه حتى لا يتحول النظام السياسي إلى أناركية. بغياب المجتمع المدني، تتدخل الدولة لتنظيم الأفراد الذين لا يستطيعون تنظيم أنفسهم والنتيجة غياب الحرية بتصرف الدولة كأب للمواطنين مسؤول عن تلبية كافة احتياجاتهم. انخفاض رأس المال الاجتماعي يؤدي إلى العديد من الاختلالات السياسية مثل ما حدث في فرنسا وإيطاليا حيث تشكلت أنظمة مركزية صارمة بشكل مفرط وغير قادرة على الاستجابة الشعبية، وهو ما جعلها أنظمة غير قابلة للتغيير والإصلاح إلا من خلال الثورات والانتفاضات الشعبية أو الاضرابات العامة بصورة أدق كما حدث خلال أحداث مايو 1968 في فرنسا.
فوكوياما قدم نظريته بشكل جيد لدرجة أن النقاد كانوا على إستعداد لتجاوز تعميمه للمجتمعات التي درسها بالتفصيل في كتابه وهي الولايات المتحدة واليابان وألمانيا (مجتمعات ثقة عالية)، وكوريا الجنوبية وفرنسا وإيطاليا والصين (مجتمعات ثقة منخفضة). ويؤكد فوكوياما ويشدد أن كتابه لا يتبنى دعوة رومانسية للـ«عودة إلى الأيام الذهبية» ما قبل المجتمعات والتقاليد الرأسمالية، فالديمقراطية الليبرالية والرأسمالية يظلان الجوهر، والتنظيم والإطار السياسي والاقتصادي الوحيد للمجتمعات الحديثة. الانتقاد يركز على الاستثنائات والشذوذ التاريخي، وهي تحديات للهيكل الاساسي للكتاب. ما افتقده فوكوياما وفقا لنقاد كان ربط جداله الرئيسي بحالات تاريخية سابقة من النهوض والصعود الاقتصادي، بما في ذلك الثورة الصناعية في أوروبا الغربية وبريطانيا والولايات المتحدة. التدابير والاختبارات التي أجراها فوكوياما لقياس دور الثقافة والثقة المجتمعية في التنمية الاقتصادية شابتها المراوغة. وصف فوكاياما لكوريا الجنوبية بأنها مجتمع «ثقة منخفضة» تلقى ردوداً مختلطة من علماء كوريين، لأن بعض الدراسات الكورية وجدت خصائص تدعم جدال فوكوياما وبعضها وجد أن مستوى الثقة المجتمعية لا يقل عن ذلك في اليابان. والبيانات الاحصائية لا تدعم وضع كوريا الجنوبية في سلة واحدة مع أميركا اللاتينية كـ«مجتمع ثقة منخفضة».
الأزمة الاقتصادية الآسيوية انتهكت جداله عن أقوى نماذج المجتمعات ذات الثقة العالية وفقا لنقاد ولكن في الحقيقة، الأزمة المالية عام 1997 كانت نتيجة ضغوطات من وول ستريت فالكوريون يسمونها بـ«أزمة صندوق النقد الدولي» ولم تكن أزمة اقتصادية أصيلة، يعتقد الكوريون أن صندوق النقد الدولي استغل أزمة السيولة لفرض أسواق رأس مال مفتوحة في كوريا لصالح غولدمان ساكس وسيتي غروب وغيرهم لأنه مهما ادعى صناع سياسة أميركيين أن نواياهم كانت صادقة، لا يمكن اغفال الضغط السياسي من جانب البنوك الاميركية الكبرى التي لديها مصلحة ذاتية مباشرة من التحرير المالي الآسيوي. في كل الأحوال، هذا الكتاب وفقا لفورين آفريز سيثري ويزيد من تعقيد الجدل السياسي حول التنمية الاقتصادية لأنه يتحدى كافة النظريات التقليدية الحديثة وغيرها من النظريات التي تركز على دور الدولة. هو صوت ونداء إلى المجتمع المدني للاضطلاع بدور أكبر في صياغة شروط الحياة السياسية والاقتصادية الحديثة.

### الطبيعة البشرية وإعادة بناء النظام الاجتماعي
صدر هذا الكتاب عام 1999 ويجادل فيه أنه منذ الستينات وحتى التسعينات، معظم الدول الغربية شهدت خللا في نظامها الاجتماعي. يظهر هذا الخلل في ثلاث محاور :
- زيادة معدلات الجريمة.
- تراجع الثقة في الآخرين.
- انهيار منظومة الأسرة نتيجة ارتفاع معدلات الطلاق.

على مدى نصف القرن الماضي، تحولت الولايات المتحدة وغيرها من البلدان المتقدمة اقتصاديا إلى ما يسمى «مجتمع المعلومات» أو عصر المعلومات، أو العصر ما بعد الصناعي. هذه المرحلة الانتقالية تسمى بـ«الموجة الثالثة»، يعني أنها ستكون في نهاية المطاف تتبع موجتي سابقة في التاريخ البشري : من البدائية إلى المجتمعات الزراعية ومنها إلى الصناعية. المجتمع المتمحور حول المعلومات يميل إلى إنتاج أكثر شيئين قيمة للناس في معظم الدول الديمقراطية الحديثة، وهي الحرية والمساواة. انفجرت حرية الاختيار في كل شيء من قنوات التلفزيون إلى مجمعات التسوق منخفضة التكلفة والتقاء الأصدقاء على شبكة الإنترنت. الهرمية بجميع أنواعها السياسية والمؤسسية، أصبحت تحت ضغط متزايد وبدأت في التآكل.
الناس يربطون عصر المعلومات بظهور شبكة الإنترنت في التسعينات ولكن التحول من العصر الصناعي بدأ في وقت أقدم من ذلك، تميزت الفترة منذ ما يقرب من منتصف الستينات إلى التسعينات بتدهور خطير في الأوضاع الاجتماعية في معظم دول العالم الصناعي. بداية بالجريمة وتزايد الفوضى الاجتماعية بشكل جعل وسط المدينة في أغنى المجتمعات على الأرض غير صالح للسكن تقريبا. تراجع الأسرة كمؤسسة اجتماعية والتي ظلت مستمرة لأكثر من 200 سنة بشكل متسارع في النصف الثاني من القرن العشرين. تراجع الزيجات والولادات وارتفاع معدلات الطلاق. واحد من كل ثلاثة أطفال في الولايات المتحدة وأكثر من نصف الأطفال في الدول الاسكندنافية ولدوا خارج إطار الزواج. وأخيرا انخفاض الثقة في المؤسسات الحكومية فبرغم أن الغالبية العظمى من المواطنين في الولايات المتحدة وأوروبا أعربوا عن ثقتهم في حكوماتهم ومواطنيهم في الخمسينيات، أقلية صغيرة بقت على موقفها بحلول التسعينات. برغم عدم وجود ما يثبت أن العلاقات الإنسانية أصبحت أقل، إلا أنها لم تعد بذات الديمومة والمرونة وتقتصر على مجموعة أقل من الأصدقاء والمعارف. اليابان وبعض الدول ذات الأغلبية الكاثوليكية استمرت بالتمسك بالقيم العائلية التقليدية بشكل أوضح من الدول الاسكندنافية أو العالم الناطق باللغة الإنجليزية، وهو ما وفر عليهم الكثير من التكاليف الاجتماعية السلبية. ولكن من الصعب تصور أنها ستكون قادرة على الصمود على مدى أجيال قادمة، ناهيك عن إعادة تأسيس أي شيء مثل الأسرة النواة في العصر الصناعي.
هذه التغييرات كانت دراماتيكية ووقعت على نطاق واسع في بلدان متشابهة؛ وكلها ظهرت في نفس الفترة من التاريخ تقريبا. هذه التغيرات أحدثت اضطراباً كبيراً في القيم الاجتماعية التي كانت سائدة في مجتمع العصر الصناعي خلال القرن العشرين. وبرغم الانتقادات الموجهة للمحافظين لتركيزهم على فرضية الانحطاط الأخلاقي، يقول فوكوياما بأن المحافظين محقون مبدئياً. يشدد فوكوياما أن جداله ليس من الحنين إلى الماضي، ولا هو نتاج ضعف في الذاكرة، أو محاولة للتقليل من آثار الجهل والنفاق الاجتماعي في العصور السابقة، بقدر ماهو تراجع اجتماعي حقيقي قابل للقياس بسهولة بالنظر إلى إحصائيات الجريمة، والأطفال الغير شرعيين واليتامى، وانخفاض فرص التعليم وتحقيق النتائج المرجوة منه وما شابه ذلك أشكال الاضطراب.
هذا الاضطراب يفسره فوكوياما بترادف انتقال تلك المجتمعات من العصر الصناعي إلى عصر المعلومات، كثيرة هي الايجابيات التي يصدرها الاقتصاد القائم على المعلومات، ولكن هناك تأثيرات سيئة أيضا على الحياة الاجتماعية والأخلاقية. الطبيعة المتغيرة أدت إلى استبدال عقلية العمل البدني ودفعت الملايين من النساء إلى أماكن العمل، الابتكارات في مجال التكنولوجيا الطبية مثل حبوب منع الحمل وزيادة طول العمر أدت إلى تراجع دور الأسرة، تنامي الثقافة الفردية يؤدي إلى الابتكار والنمو وهو ما امتد إلى المعايير الاجتماعية حيث تآكلت تقريبا جميع أشكال السلطة الاجتماعية، كل هذه العوامل المذكورة آنفاً ساهمت في هذا «الاختلال الاجتماعي».
ولكن هناك جانب مشرق، فتعطل أو اختلال النظام الاجتماعي يعني العمل على تجديده. البشر بطبيعتهم حيوانات اجتماعية، وغرائزهم الأساسية تدفعهم إلى إنشاء قواعد أخلاقية متجددة تربطهم ببعضهم البعض كمجتمعات، فهم حيوانات عقلانية وهذه العقلانية تدفعهم إلى إيجاد سبل عفوية للتعاون مع بعضهم البعض. الدين برغم أنه قد يكون مفيداً في هذه العملية، لكنه ليس شرطاً أساسياً لا غنى عنه كما يروج المحافظون، ولا الدولة القوية والتوسعية ضرورية كما يعتقد بعض اليساريين. الحالة الطبيعية للإنسان ليست «كل رجل ضد رجل آخر» كما تصور توماس هوبز بل هي في مجتمع مدني منظم تحكمه قواعد أخلاقية. حقيقة تؤكدها الأبحاث الجديدة في علم وظائف الأعصاب، وعلم الوراثة السلوكي وعلم الأحياء التطوري، والأنثروبولوجي.
إذا كانت التكنولوجيا تصعب من عملية الحفاظ على تقاليد مجتمعية قديمة للمجتمع، سيسعى الجنس البشري تلقائياً للخروج بمنظومة أعراف وتقاليد جديدة لتتناسب مع مصالحهم الأساسية. العديد من المناقشات حول مفهوم الثقافة تعامل النظام الاجتماعي كما لو كان مجموعة ثابتة من القواعد المتوارثة عن الأجيال السابقة. السياسة العامة محدودة نسبيا في قدرتها على التلاعب بالثقافة، فأفضل السياسات العامة هي تلك التي تتشكل عبر الوعي المجتمعي الواسع بقيوده الثقافية المعرقلة. الثقافة قوة ديناميكية متجددة باستمرار، إن لم يكن التجديد عن طريق الحكومات فهو عن طريق تفاعلات الآلاف من الأفراد الذين يشكلون المجتمع. على الرغم من أن الثقافة تميل إلى التطور ببطء مقارنة بالمؤسسات الاجتماعية والسياسية الرسمية، إلا أنها تتكيف مع الظروف المتغيرة. دراسة كيفية نشوء النظام الاجتماعي ليس نتيجة وجود وصاية سلطة هرمية من أعلى إلى أسفل سواء كانت سياسية أو دينية قدر ماهو نتيجة للتنظيم الذاتي من جانب الأفراد، يعد أحد أكثر التحولات الثقافية إثارة للاهتمام في العصر الحديث وفقا لفوكوياما.
مال فوكوياما إلى تعميم التاريخ بأسلوب هيغلي فوفقا لنقاد، هو يميل إلى اعتبار كل تطور في فترة تاريخية متقاربة نتيجة لظاهرة واحدة. إذا كانت اليابان وكوريا الجنوبية نجت من ما يسميه بالـ«خلل الاجتماعي» برغم أنها مرت بنفس التغيرات الاقتصادية التي يقول فوكوياما أنها تسببت بهذا «الخلل» في أمكنة أخرى، فهو يخلق معضلة غير مريحة للهيكل الأساسي لنظريته. يعترف فوكوياما في نهاية كتابه بأن هذا «الخلل الكبير» في طريقه نحو الزوال، بدلالة انخفاض معدلات الجريمة والطلاق ومشاكل شرعية الأطفال منذ التسعينات، تزايدت معدلات الثقة والآثار السلبية للفردية تقترب من نهايتها وهو ما يطرح السؤال عن فائدة أول مئة صفحة من الكتاب. ومع ذلك، فإن الكتاب قيم لدارسي تقلبات النظام الاجتماعي وبرغم أن القضايا والحلول التي قدمها أميركية خالصة، من السهل رسم أوجه التشابه مع مجتمعات أخرى، تواجه نفس المشاكل أو قد تواجهها في المستقبل.

### أميركا على مفترق طرق
صدر كتاب أمريكا على مفترق طرق: الديمقراطية، السلطة، وميراث المحافظين الجدد عام 2006 ويتمحور حول سياسة الولايات المتحدة الخارجية منذ أحداث 11 سبتمبر. يعد هذا الكتاب أحد أكثر كتب فوكوياما شخصنةً بسبب إرثه الشخصي كأحد المحافظين الجدد سابقاً. شارك فوكوياما العديد من العاملين في إدارة الرئيس جورج دبليو بوش نظرتهم للعالم، عمل مع بول ولفويتس في أكثر من مناسبة وكان مسؤولاً عن توظيف فوكوياما في جامعة جون هوبكنز عندما كان عميداً فيها، عمل مع ألبرت ولستيتر ومثله تماماً كان محللاً لمؤسسة راند لعدة سنوات، كان فوكوياما تلميذاً لآلن بلوم الذي كان بدوره تلميذاً لليو شتراوس، فكان من السهل على فوكوياما أن يشعر بالراحة كما لو كان في منزله خلال أي مؤتمر أو ندوة يقيمها المحافظين الجدد ولكنه مع كل هذا، لم يشاركهم رؤيتهم حول حرب العراق. عام 1998، اقترح فوكوياما على الرئيس بيل كلينتون تبني إجرائات أكثر حدة وصرامة إتجاه صدام حسين لعرقلته عمل مفتشي الأمم المتحدة، ولكن ورقة الحرب لم تكن موضوعة على الطاولة، وبعد أحداث 11 سبتمبر طُلب من فوكوياما أن يشارك في وضع إستراتيجية طويلة المدى للحرب على الإرهاب فقرر حينها أن الحرب ليست جواباً منطقياً.
بحلول 2004 بدأ يتسائل ما إذا كان قد غير قناعاته بشكل يمنعه من أن يكون من المحافظين الجدد، أو أن مؤيدي غزو العراق أساءوا تطبيق المبادئ التي يؤمنون بها. في مقال له عام 2004 بمجلة «ناشيونال إنترست»، كتب فوكوياما أن المحافظة الجديدة تحولت إلى شيء لا يمكنه تأييده. بالنسبة لفوكوياما، استندت المحافظة الجديدة على مجموعة من المبادئ المتماسكة خلال الحرب الباردة التي ولدت سياسات حكيمة سواء في الداخل الأميركي أو الخارج. يمكن تفسير هذه المبادئ بعدة طرق، فخلال التسعينات كانت تستخدم لتبرير سياسة خارجية أميركية أكثر إستخداما للقوة وهو ما أدى منطقياً لتبرير حرب العراق في نظر المحافظين الجدد. أصبحت المحافظة الجديدة مرتبطة بشكل لا رجعة فيه مع سياسات إدارة جورج دبليو بوش، وأي محاولة لاعادة تعريفها بشكل مخالف من المحتمل أن يكون غير مجدياَ. لذلك، هدف فوكوياما من الكتاب كان إعادة تعريف وتوجيه السياسة الخارجية الأميركية بطريقة تتجاوز إرث جورج دبليو بوش ومؤيديه من المحافظين الجدد.
خلال الفترة الأولى من رئاسة جورج دبليو بوش، هوجمت الولايات المتحدة على أراضيها من قبل جماعة إسلامية متشددة تسمى بتنظيم القاعدة، وهو عمل إرهابي يعد الأكثر تدميرا في تاريخ أميركا. ردت إدارة الرئيس بوش بأربعة إجرائات :
- إنشاء «وزارة الأمن الداخلي» (إنجليزية:Department of Homeland Security) وإصدار قانون باتريوت آكت وهو متعلق بتسهيل ومنح صلاحيات أكبر للأجهزة الأمنية الأميركية.[31]
- غزو أفغانستان وخلع نظام الطالبان الذي وفر ملجئاً لتنظيم القاعدة.
- تبني سلسلة سياسات وإجرائات وقائية بنقل الحرب إلى بلاد العدو عوضاً عن إجرائات الردع والاحتواء التي سادت خلال الحرب الباردة. فحتى رئاسة رونالد ريغان، الواقعية الكلاسيكية كانت تشدد على الحفاظ على المصالح القومية باحتواء الأنظمة الشيوعية القائمة ومنع قيام أنظمة جديدة وليس التدخل في شؤؤن الدول الأخرى.
- غزو العراق وخلع نظام صدام حسين على أساس امتلاكه أو تخطيطه لامتلاك أسلحة دمار شامل.[31]

المبادرتين الأولى، كانت ردوداً حتمية لأحداث 11 سبتمبر، وحصلت تأييد الأغلبية الساحقة من السياسيين والشعب الأميركي. المبادرتين الثانية، لم تكن ردوداً واضحة لأحداث 11 سبتمبر. ما جعلها مثيرة للجدل، كان التركيز لحد الهوس تقريبا على تغيير النظام في العراق وتأكيد الاستثنائية الأمريكية التي أعطت واشنطن ليس فقط الحق، بل واجب رعاية هذه المسألة.
ينتقد فوكوياما جذور وفروع سياسة بوش الخارجية. ويرى أن صعود المحافظين الجدد استجابة مفرطة لهزيمة الاتحاد السوفيتي، بالاعتقاد أن مثل هذا الحدث الذي أدى إلى تغيير أنظمة أوروبا الشرقية بالجملة، يمكن أن يحدث في أماكن أخرى. رافق ذلك اعتقاد مبالغ فيه عن فعالية العمل العسكري خصوصا مع فكرة أن الخسائر الأمريكية في حقبة الأسلحة ذات التقنية العالية يمكن أن تبقى في أدنى حد ممكن، كما كانت في حرب الخليج الأولى وكوسوفو. يشرح فوكوياما كيف فشلت إدارة الرئيس بوش في توقع ردود فعل بقية العالم عقب غزو العراق. يعتقد فوكوياما أنه لن يكون من السهل على الولايات المتحدة استعادة الأرض التي فقدتها، فقد تغيرت المواقف الأوروبية بشكل دائم، في حين أن أمريكا اللاتينية انحرفت إلى اليسار بشكل كبير، جزئياً كرد فعل على الولايات المتحدة. وفي الوقت نفسه، هاجس الأحداث في الشرق الأوسط، شغل الأميركيين بعيداً عن الشؤون الآسيوية، وهي ستشكل تحديات إستراتيجية أكبر على المدى البعيد.
هدف هذا الكتاب تسليط الضوء على إرث المحافظين الجدد، أخطاء الرئيس بوش، وتحديد وسيلة بديلة للولايات المتحدة لربطها ببقية العالم. يقدم فوكوياما نموذجاً غير معروف في أي من مدارس السياسة الخارجية الأميركية ويسميها بالـ«واقعية الويلسونية» نسبة لوودرو ويلسن، الرئيس الثامن والعشرين للولايات المتحدة. الواقعية الويلسونية تختلف عن الواقعية الكلاسيكية من خلال أخذ ما يدور داخل الدول المتسهدفة بالاعتبار عوضا عن التركيز عما تنتجه أو تصدره للخارج. القول بأن بناء الدولة والانتقال الديمقراطي عمليات صعبة لا يعني أنها مستحيلة، الدول الضعيفة والفاشلة هي أكبر مصادر التهديد في العالم اليوم، ولا يمكن للقوة العظمى الوحيدة في العالم أن تتجاهلها لأسباب متعلقة بالأمن والأخلاقيات، ولكن الواقعيين الكلاسيكيين والمحافظين الجدد لا يبدون اهتماما كبيراً بقضية التنمية داخل تلك الدول والمجتمعات، حيث التطور المؤسسي والسياسي والاقتصادي مشكلة حقيقية.
الواقعية الكلاسيكية تقول أن طبيعة النظام سواء كان ديمقراطياً ليبرالياً أو إستبدادي ليس ذي أهمية كبيرة للأمن القومي الأميركي، وإن كانت الولايات المتحدة تفضل ازدياد عدد الديمقراطيات الليبرالية في العالم لأن الديمقراطيات الليبرالية لا تدخل في حروب ضد بعضها البعض وتسهل عمل الأميركيين كثيراً مع شركاء أجانب، ولكن الواقعية الكلاسيكية تقترح اللعب بالأوراق المطروحة على الطاولة، ويعد هنري كيسنجر أبرز هولاء «الواقعيين». المحافظين الجدد وفوكوياما والليبراليين يعارضون هذا التوجه وإن اختلفت الأساليب. المحافظون الجدد لم يكونوا سعداء بالواقعية الكلاسيكية وأيدوا رونالد ريغان عندما قام بالتدخل في نيكاراغوا لأنهم يؤمنون باستخدام القوة لغايات أخلاقية. ليبراليوا الحرب الباردة كانوا مؤمنين بالقوة الأميركية لاحتواء التوسع السوفييتي - دون تغيير الأنظمة - ولذلك علقت الولايات المتحدة في فيتنام.
الفرق بين الليبراليين والمحافظين الجدد هو أن المحافظين لا يؤمنون بالهندسة الاجتماعية ويرون فيها أوجه تشابه مع الشيوعية ولديهم شكوك حول فعالية القانون الدولي والأمم المتحدة التي يعتبرونها تمثيلية ليبرالية عن التعاون والسلام الدولي، فهناك دول جيدة وسيئة ولا منطق في معاملة كل الدول باحترام لأنه يخلق مشكلة أخلاقية، مثل ترأس ليبيا معمر القذافي لجنة الأمم المتحدة لحقوق الإنسان عام 2003. عندما تفكك الاتحاد السوفيتي، أثبت العديد من المحافظين الجدد أن «الواقعيين» كانوا على خطأ، فأصبح «تحرير المجتمعات» هدفاً مشروعاً وممكناً في السياسة الخارجية الأميركية وبعد أحداث 11 سبتمبر، أصبحت وجهة التحرير القادمة واضحة.
تختلف الواقعية الويلسونية عن المحافظين الجدد و«القومية الجاكسونية» نسبة للرئيس السابع للولايات المتحدة آندرو جاكسون، فالواقعية الويلسونية تأخذ المؤسسات الدولية على محمل الجد. لا يريد فوكوياما استبدال السيادة القومية بمنظمات دولية غير خاضعة للمسائلة مثل الأمم المتحدة لأنها ليست ولن تصبح أبداً فعالة وشرعية كمقر للحكم العالمي. ولكن العالم يفتقر لآليات المسائلة بين الدول، تناسب التداخل الاجتماعي والاقتصادي المكثف الذي يسمى بالعولمة. تحتفظ الدولة القومية بميزة لا يمكن إستبدالها بأي جهة دولية عابرة للقوميات، لأنها المصدر الوحيد لسيادة القانون. ولكن هذه الدولة لن تكون فعالة بدون شرعية مستدامة تتطلب طابعاً مؤسسيا أعلى بكثير مما هو موجود حالياً. عالم متعدد المؤسسات من شأنه تلبية هذه الاحتياجات بصورة تدريجية، ولكن العالم لم يصل إلى هذ المرحلة بعد، ولا توجد مدرسة من مدارس السياسة الخارجية الحالية يمكن لها أن تقدم إرشادات كافية وترسم طريقاً واضحة للوصول بالعالم إلى تلك النقطة.
الواقعية الويلسونية هي طريقة أو وسيلة مختلفة للولايات المتحدة لترتبط ببقية العالم، طريقة ليست مستوحاة من قومية آندرو جاكسون ولا المحافظين الجدد ولا الليبراليين العالميين، طريقة أكثر واقعية للولايات المتحدة لتعزيز التنمية السياسية والاقتصادية للدول الفاشلة أو الضعيفة دون شن حروب وقائية وتفتح الأبواب أمام مؤسسات دولية متعددة مناسبة لواقع العالم الحقيقي المتمثل بالعولمة. ويلسونية لأن فوكوياما جادل بضرورة الحفاظ على روح الليبرالية العالمية ولكنها واقعية في نفس الوقت، «لنستمر في تشكيل العالم ولكن لا ينبغي لنا أن نكون أغبياء حيال ذلك» هي الفكرة المبدئية. هذا الكتاب يعد من أهم الكتب حول السياسة الخارجية للولايات المتحدة وعن المحافظين الجدد كذلك، لأنه يوفر أحد أفضل التاريخيات الموجودة حالياً عن هذه الحركة. فرانسيس فوكوياما أثبت أنه أقدر من يستطيع رسم الخطوط الأساسية لقطب جديد في الخطاب السياسي الأميركي.

### أصول النظام السياسي
صدر كتاب أصول النظام السياسي عام 2011، يشرح فوكوياما جذور المؤسسات السياسية من عصور ما قبل التاريخ وحتى الثورة الفرنسية وهو الجزء الأول من كتاب آخر صدر عام 2014 بعنوان النظام السياسي والاضمحلال، والذي استمر فيه بتحليل المؤسسات السياسية منذ الثورة الفرنسية وحتى الوقت الحالي. كان كتاب صامويل هنتجتون النظام السياسي في المجتمعات المتغيرة الصادر عام 1968 الإلهام خلف كتاب فوكوياما. يقول فرانسيس بأن أطروحة هنتغتون تعد أحد الجهود الأخيرة في مجال التنمية السياسية. فقد أسست الأفكار الأساسية للسياسة المقارنة بما في ذلك نظرية الاضمحلال، ومفهوم التحديث السلطوي، وحقيقة أن التنمية السياسية مجال منفصل عن غيره من جوانب التحديث. صدر كتاب صامويل هنتغتون عام 1968 أي بعد عقد أو اثنين تقريباً من بدء موجة التحرر من الاستعمار الأوروبي بعد الحرب العالمية الثانية، والكثير من استنتاجاته عكست اضطرابات تلك الفترة بكل ما فيها من حروب أهلية وانقلابات. ولكن بعد سنوات، شهد العالم تغيرات هامة ومفصلية مثل النهضة الاقتصادية في شرق آسيا، انهيار الشيوعية، تسارع وتيرة العولمة، وما سماه هتنغتون نفسه بالموجة الثالثة من عملية الدمقرطة حول العالم وهي الديمقراطية الليبرالية كنموذج حكم مقبول من كافة أطراف الساحة السياسية في أي بلد.

ولكن النظام لا يزال هدفاً صعب المنال في كثير من المناطق، فشعر فوكوياما بضرورة العودة إلى كتاب هتنغتون حول «النظام السياسي في المجتمعات المتغيرة» والتوسع فيه ومحاولة تطبيق أفكاره الأساسية في عالم اليوم. يرى فوكوياما بأن صامويل هنتغتون ناقش قضية التحديث السياسي في الدول النامية ولكنه لم يأخذ المرحلة المتقدمة للتاريخ البشري بعين الاعتبار، فكثير من الدول النامية التي تعاني من التخلف السياسي يوجد بها أحزاب سياسية، هيكل للدولة، جيش، ومنظمات. لم يشرح هنتغتون من أين يأتي النظام في المقام الأول بالنسبة لمجتمعات متخلفة كثير منها قديم بالفعل، الدول ليست حبيسة ماضيها ولكن الكثير من الأحداث التي وقعت قبل مئات وربما آلاف السنين لا تزال تؤثر على طبيعة ثقافتها السياسية. فإن كان ولابد من دراسة وفهم عمل المؤسسات السياسية الحديثة، يجب دراسة أصولها والظروف التي ساعدت على تشكيلها. يقول فوكوياما :
يناقش فوكوياما الأسباب التي جعلت الكثير من الدول حيث قامت ثورات أو انقلابات أو أي نوع من الاضطرابات المصاحبة لتغيير النظام السياسي، تقف في «منطقة رمادية» فلا هي بالسلطوية ولا بالديمقراطية. قادتها «منتخبون» ولكنهم مشغولون بشراء وسائل الإعلام أو إغلاقها، التضييق على المعارضة، التلاعب بالانتخابات، والاستيلاء على مؤسسات الدولة وشخصنة شروط الحياة السياسية. وهو ما خلق قلقاً إزاء قدرتها على تقديم الخدمات الأساسية التي يتوقعها المواطنون عادة من حكوماتهم، لأن الفشل في تطبيق وعود أي نظام سياسي هي أكبر تحدياته الوجودية قبل أي شيء آخر. الديمقراطية الليبرالية يقول فرانسيس، ليست مجرد صندوق إقتراع بل حزمة معقدة من المؤسسات التي تقيد وتنظم السلطة بالقانون وبنظام من التوازنات والضوابط. هذه الاضطرابات مشاهدة في الشرق الأوسط وأميركا اللاتينية وأجزاء من أوروبا الشرقية وجنوب شرق آسيا وآسيا الوسطى والجزر الصغيرة في المحيط الهادي.
مثل ما حدث في أوكرانيا عقب الثورة البرتقالية عام 2004 التي اندلعت ضد فساد رئيس الوزراء فيكتور يانكوفيتش وتلاعبه بنتائج الانتخابات، وهو ما أدى إلى صعود فيكتور يوشتشينكو خلفاً له. ولكن تحالف البرتقاليين أثبت أنه غير مسؤول وخيب آمال مؤيديه فكانت النتيجة إعادة انتخاب يانكوفيتش مجدداً عام 2010. أميركا اللاتينية لديها أكبر نسب من عدم المساواة الاقتصادية في العالم وغالباً ما يأخذ التفاوت الطبقي أشكالاً إثنية، فصعود شعبويين مثل هوغو تشافيز وإيفو مورالس ما هو إلا عرض من أعراض عدم المساواة التي يشعر بها كثير من المواطنين إسمياً في القارة اللاتينية، سواء في الأوضاع أو الفرص المتاحة. تفاوت المداخيل أمر طبيعي شريطة إدراك الناس أن الفرصة متاحة لهم ولأبنائهم لتحسين ظروفهم الاقتصادية وضرورة التحقق الدائم من شرعية الوسائل التي جمع بها الأثرياء ثرواتهم، هكذا يفكر الأميركيون العاديون على الأقل.
الهند دولة ديمقراطية ناجحة منذ تأسيس الدولة القومية عام 1947، وهو نجاح مبهر نظراً لتنوعها الديني والإثني وحجم مساحتها الجغرافية. مع ذلك، الديمقراطية الهندية تعاني من اختلالات جوهرية مثل حقيقة أن ثلث المشرعين الهنود تحت شكل من أشكال الاتهام الجنائي وبعضهم لجرائم خطيرة مثل القتل والاغتصاب. ذلك لأن السياسيين الهنود يمارسون سياسات زبائنية، حيث يحصلون على الأصوات الانتخابية مقابل خدمات ومنافع مباشرة للناخبين أو ممثليهم الاجتماعيين. ودائماً ما تتم مقارنة سياسات الفساد الهندية بالعملية والفعالية الصينية، فالصينيين ليسوا ملزمين بسيادة قانون أو مساءلة للحكومة ما أرادوا بناء سد جديد أو تجريف حي سكني بأكمله لبناء مشروع إستثماري، تمهيد طريق أو بناء مطار. هذه كلها تحديات للديمقراطية وتؤكد حقيقة أن المؤسسات السياسية تتطور بشكل بطيء ومؤلم أحياناً حتى تتعلم المجتمعات التغلب على بيئتها.

هذا الكتاب في جزء كبير منه وإن كان توسعة لأفكار صامويل هنتغتون عن التنمية السياسية وضرورة اعتبارها مجالاً رئيسياً وليست مجرد ظاهرة ثانوية للهياكل الاقتصادية، هو تكملة لكتاب نهاية التاريخ والإنسان الأخير. يقول فوكوياما أن الخلل ليس في مفهوم الديمقراطية نفسه، فعدد قليل من الناس حول العالم معجب بالـ«قومية البترولية» لفلاديمير بوتين، إشتراكية هوغو تشافيز، إسلامية النظام في إيران، أو الرأسمالية التسلطية في الصين التي ليس من السهل توصيفها أو محاكاتها. فكل هذه النماذج وغيرها كثير، حريصة على تبني مظاهر ديمقراطية سطحية مثل الانتخابات الصورية والتلاعب بالاعلام لشرعنة أنظمتها أمام مواطنيها. فهذه هي قوة الديمقراطية الليبرالية، تجبر السلطويين على مجاملتها بالتظاهر أنهم ديمقراطيين. يقول أمارتيا سن  :
معظم الناس تفضل العيش في مجتمعات ديمقراطية حيث يمكنهم مساءلة حكومة فعّالة تقدم الخدمات التي يطالبون بها في وقت قياسي ومنخفض التكلفة. إذن المشكلة في ضعف وفساد المؤسسات السياسية وافتقارها للقدرات والكفاءة. احتجاجات الربيع العربي التي نادت بتغيير الأنظمة وإستبدالها بديمقراطيات متجاوبة لم يكن لها لتنجح دون إدراك المحتجين أن أمامهم طريقاً طويلاً وشاقاً لبناء مؤسسات سياسية تستطيع توفير الديمقراطية والحفاظ عليها، فالنظام السياسي لا يتشكل تلقائياً فور إسقاط أشكال الحكم الغير مرغوبة. اعتبار المؤسسات السياسية من المسلمات أمر شائع ولم يتحدث عن ضرورة تحديثها سوى قلة من علماء السياسة، بل إن العديد من المنظرين السياسيين سواء في اليسار أو اليمين، روادتهم العديد من الأوهام بانتهاء السياسة كلياً.
كارل ماركس تنبأ بـ«ذبول الدولة» فور نجاح ثورة البروليتاريا في إلغاء الملكية الخاصة. اليساريين الأناركيين أو الثوريين منذ القرن التاسع عشر وهم يروجون لتدمير هياكل السلطة القديمة دون تفكير جدي عن البديل الذي سيأخذ مكانها. بالتأكيد، الأنظمة الشيوعية الحقيقية فعلت عكس ما تنبأ به ماركس تماماً، فقد بنو هياكل دول إستبدادية كبيرة قادرة على إجبار الناس التصرف بشكل جماعي ما فشلوا في تحقيق ذلك من تلقاء أنفسهم. أوهام إلغاء السياسة والسيادة أكثر وضوحاً في اليمين، حيث يعتقد بعض هولاء أن اقتصاد السوق سيقلل من لزمة الحكومات أو يجعلها غير ذي صلة بالمرة. الاقتصاد الرأسمالي العالمي يلغي سيادة الحكومات الديمقراطية ويستبدلها بسيادة السوق، إذا صوت مجلس تشريعي لصالح فرض قيود مشددة على التجارة، سيعاقب ويُجبر على تبني سياسات يعتبرها اقتصاد السوق العالمي عقلانية. أحلام اليمين التقليدية بالغاء الدولة أو تقليصها إلى أقصى درجة ممكنة غالباً ما تجد لها أنصاراً متعاطفين في الولايات المتحدة مثل الليبرتاريين الذين جادلوا بضرورة التخلص من مجلس المحافظين للنظام الاحتياطي الفيدرالي وإدارة الغذاء والدواء وحتى وكالة الاستخبارات المركزية.
يقول فوكوياما أن الجدال حول حجم الحكومات الحديثة مشروع، فقد نمت بشكل كبير يحد من النمو الاقتصادي والحرية الفردية. من حق الناس أن يشتكوا من البيروقراطية الغير متفاعلة، فساد السياسيين، وطبيعة السياسة التي أصبحت بلا مبادئ بشكل متزايد، كل هذه جدالات مشروعة ولكنه دليل على اعتبار مؤسسات الدولة من المسلمات في الغرب، وشاهد على عدم إدراك كيفية وجودها بالشكل التي هي عليه حالياً. لا يدرك هولاء أن أحلامهم بتقليص الدولة ممارسة فعلياً في مناطق كثيرة من الشرق الأوسط وأفريقيا، من الصومال إلى ليبيا واليمن ودول أفريقيا جنوب الصحراء، حيث لا تستطيع الدول جمع أكثر من 10% من عوائد الضرائب في الناتج المحلي الإجمالي. عوضاً عن «إطلاق روح المبادرة»، هذا المعدل المنخفض من الضرائب يعني أن الخدمات الأساسية مثل الصحة والتعليم إلى مجرد ملء الحفر في الطرقات بحاجة ماسة إلى التمويل، البنية الأساسية للاقتصاد الحديث مثل الطرق وأنظمة المحاكم والشرطة في عداد المفقودين.
المؤسسات السياسية ضرورية وليست أمرا مفروغا منه. اقتصاد السوق والمستويات العالية من الثروة لا تظهر بطريقة سحرية لأنها تستند على أساس مؤسسي خفي مبني على حقوق الملكية، سيادة القانون، ونظام سياسي.السوق الحرة والمجتمع المدني القوي، كلها عناصر هامة لديمقراطية تعمل، ولكن لا شيء يمكن أن يحل محل وظائف الحكومة الهرمية القوية. يتزايد اعتراف الاقتصاديين سنة تلو الأخرى أن مشكلة الدول الفقيرة ليس في افتقارهم إلى الموارد، بل في فقرهم إلى مؤسسات سياسية فعالة. لذلك، هذا الكتاب يوفر فهماً أفضل حول أصل هذه المؤسسات وكيفية الانتقال من الصومال إلى الدنمارك.

## كتب
- نهاية التاريخ والإنسان الأخير، 1992
- العلاقات الأميركية اليابانية بعد الحرب الباردة، 1993
- الثقة: الفضائل الاجتماعية وتحقيق الازدهار، 1995
  - ترجمة: مركز الإمارات للدراسات والبحوث الاستراتيجية، أبوظبي، 1998
- نهاية النظام، 1997
- المؤسسة الافتراضية وتنظيم الجيش، 1997
- الاختلال الكبير: الطبيعة البشرية وإعادة بناء النظام الاجتماعي، 1999
- رأس المال الاجتماعي والمجتمع المدني، 2000
- الثورة المعلوماتية والحيوية، 2000
- مستقبلنا بعد البشري: عواقب ثورة التقنية الحيوية، 2002
- بناء الدولة، 2004
- بعد المحافظين الجدد: أميركا على مفترق طرق، 2006
- أميركا على مفترق طرق: الديمقراطية، السلطة، وميراث المحافظين الجدد، 2006
- بناء الأمة: ما هو أبعد من العراق وأفغانستان، 2006
- الجانب الأعمى: كيفية استباق الأحداث المفاجئة وأوراق اللعب الجامحة في السياسة الدولية، 2007
- فجوة الانحدار: توضيح فجوة التقدم بين أميركا اللاتينية والولايات المتحدة، 2008
- أصول النظام السياسي: من قبل التاريخ وحتى الثورة الفرنسية، 2011
- النظام السياسي والاضمحلال: من الثورة الصناعية إلى عولمة الديمقراطية، 2014

## روابط خارجية

### مقالات
| - نهاية التاريخ؟ - رأس المال الاجتماعي والمجتمع المدني - المرأة وتطور السياسة الدولية - ما بعد المحافظين الجدد - تصدير النموذج الصيني - إيران، الإسلام، وسيادة القانون - فشل جيل الفيسبوك في الربيع العربي - ماهي الحوكمة؟ | - مستقبل التاريخ: هل ستنجوا الديمقراطية الليبرالية بانحسار الطبقة المتوسطة؟ - الطبيعة البشرية وإعادة بناء النظام الاجتماعي - الاتحاد السوفييتي والعراق منذ 1968 - الثورة الهادئة: تقدم أميركا اللاتينية الغير معلن - هل هناك تسلسل مناسب في الانتقال الديمقراطي؟ - التعامل مع عدم المساواة - أنماط التاريخ - هل الديمقراطية في تراجع؟ |

### محاضرات ومقابلات
| - ما هي التنمية؟ - إنهاء الفساد المؤسسي - أصول النظام السياسي - النظام السياسي والاضمحلال - بدائل الديمقراطية | - حوار مع فرانسيس فوكوياما، مجلس العلاقات الخارجية - حوار فرانسيس فوكوياما مع رجل الأعمال الصيني إريك لي - مناظرة مع ديفيد رانسمن: حتى أفضل الأفكار بامكانها أن تفشل - محادثة مع فرانسيس فوكوياما بجامعة كاليفورنا، بيركلي - الديمقراطية والسخط الشعبي |

## إشارات مرجعية
1. ↑   https://www.skytteprize.com/prize-laureates. {{استشهاد ويب}}: |url= بحاجة لعنوان (مساعدة) والوسيط |title= غير موجود أو فارغ (من ويكي بيانات) (مساعدة)
2. ↑  Robert Boynton (2005). "Francis Fukuyama: The Neocon Who Isn't". Robert Boynton. مؤرشف من الأصل في 24 أغسطس 2017. اطلع عليه بتاريخ May 16 2015. {{استشهاد ويب}}: تحقق من التاريخ في: |تاريخ الوصول= (مساعدة)
3. 1 2  Stephen Moss (2011). "Francis Fukuyama: 'Americans are not very good at nation-building'". The Guardian. مؤرشف من الأصل في 21 أبريل 2019. اطلع عليه بتاريخ May 16 2015. {{استشهاد ويب}}: تحقق من التاريخ في: |تاريخ الوصول= (مساعدة)
4. ↑  Wade، Nicholas (2 أبريل 2002). "A Dim View of a 'Posthuman Future'". The New York Times. مؤرشف من الأصل في 2017-12-12. اطلع عليه بتاريخ 2011-03-17.
5. 1 2 3  "Francis Fukuyama". The Freeman Spogli Institute for International Studies at Stanford University. Stanford University. مؤرشف من الأصل في 2019-03-12. اطلع عليه بتاريخ 2011-03-09.
6. ↑  Andrew Bast (2011). "Francis Fukuyama Book: Origins of Political Order". Newsweek. مؤرشف من الأصل في 20 يونيو 2018. اطلع عليه بتاريخ May 24 2015. {{استشهاد ويب}}: تحقق من التاريخ في: |تاريخ الوصول= (مساعدة)
7. 1 2  Nicholas Wroe (2011). "History's pallbearer". The Guardian. مؤرشف من الأصل في 2 فبراير 2019. اطلع عليه بتاريخ May 16 2015. {{استشهاد ويب}}: تحقق من التاريخ في: |تاريخ الوصول= (مساعدة)
8. ↑  Francis Fukuyama (3 نوفمبر 2008). "Francis Fukuyama". The American Conservative. مؤرشف من الأصل في 2011-08-01. اطلع عليه بتاريخ 2008-10-30.
9. ↑  Wroe، Nicholas (10 مايو 2002). "History's Pallbearer". The Guardian. Guardian Media Group. مؤرشف من الأصل في 2019-02-02.
10. ↑  Francis Fukuyama (1992). The End Of History and the Last Man. The Free Press. ص. 16. ISBN:0-02-910975-2. مؤرشف من الأصل في 2022-12-20.{{استشهاد بكتاب}}:  صيانة الاستشهاد: التاريخ والسنة (link)
11. ↑  Francis Fukuyama (1992). The End Of History and the Last Man. The Free Press. ص. 22. ISBN:0-02-910975-2. مؤرشف من الأصل في 2022-12-20.{{استشهاد بكتاب}}:  صيانة الاستشهاد: التاريخ والسنة (link)
12. ↑  Francis Fukuyama (1992). The End Of History and the Last Man. The Free Press. ص. 33. ISBN:0-02-910975-2. مؤرشف من الأصل في 2022-12-20.{{استشهاد بكتاب}}:  صيانة الاستشهاد: التاريخ والسنة (link)
13. ↑  Francis Fukuyama (1992). The End Of History and the Last Man. The Free Press. ص. xvi. ISBN:0-02-910975-2. مؤرشف من الأصل في 2022-12-20.{{استشهاد بكتاب}}:  صيانة الاستشهاد: التاريخ والسنة (link)
14. 1 2  Francis Fukuyama (1992). The End Of History and the Last Man. The Free Press. ص. xviii. ISBN:0-02-910975-2. مؤرشف من الأصل في 2022-12-20.{{استشهاد بكتاب}}:  صيانة الاستشهاد: التاريخ والسنة (link)
15. 1 2  Francis Fukuyama (1992). The End Of History and the Last Man. The Free Press. ص. 215. ISBN:0-02-910975-2. مؤرشف من الأصل في 2022-12-20.{{استشهاد بكتاب}}:  صيانة الاستشهاد: التاريخ والسنة (link)
16. 1 2  Francis Fukuyama (1992). The End Of History and the Last Man. The Free Press. ص. 217. ISBN:0-02-910975-2. مؤرشف من الأصل في 2022-12-20.{{استشهاد بكتاب}}:  صيانة الاستشهاد: التاريخ والسنة (link)
17. ↑  Francis Fukuyama (1992). The End Of History and the Last Man. The Free Press. ص. 221. ISBN:0-02-910975-2. مؤرشف من الأصل في 2022-12-20.{{استشهاد بكتاب}}:  صيانة الاستشهاد: التاريخ والسنة (link)
18. ↑  Francis Fukuyama (1992). The End Of History and the Last Man. The Free Press. ص. 222. ISBN:0-02-910975-2. مؤرشف من الأصل في 2022-12-20.{{استشهاد بكتاب}}:  صيانة الاستشهاد: التاريخ والسنة (link)
19. 1 2 3 4 5 6 7  Francis Fukuyama (2004). "Transhumanism". Foreign Policy. مؤرشف من الأصل في 28 مايو 2019. اطلع عليه بتاريخ May 17 2015. {{استشهاد ويب}}: تحقق من التاريخ في: |تاريخ الوصول= (مساعدة)
20. ↑  Nicholas Wade (2002). "A Dim View of a 'Posthuman Future'". New York Times. مؤرشف من الأصل في 28 نوفمبر 2018. اطلع عليه بتاريخ May 17 2015. {{استشهاد ويب}}: تحقق من التاريخ في: |تاريخ الوصول= (مساعدة)
21. ↑  Ronald Bailey (2004). "Transhumanism: The Most Dangerous Idea?". Reason. مؤرشف من الأصل في 9 أكتوبر 2018. اطلع عليه بتاريخ May 17 2015. {{استشهاد ويب}}: تحقق من التاريخ في: |تاريخ الوصول= (مساعدة)
22. 1 2  Francis Fukuyama (1999). "Social Capital and Civil Society". IMF. مؤرشف من الأصل في 27 أبريل 2019. اطلع عليه بتاريخ May 24 2015. {{استشهاد ويب}}: تحقق من التاريخ في: |تاريخ الوصول= (مساعدة)
23. 1 2  Peter Lindsay (2014). "Trust and the Bottom Line". Jstor. مؤرشف من الأصل في 25 مارس 2020. اطلع عليه بتاريخ May 17 2015. {{استشهاد ويب}}: تحقق من التاريخ في: |تاريخ الوصول= (مساعدة)
24. 1 2  G. John Ikenberry (1996). "Trust: The Social Virtues and the Creation of Prosperity". Foreign Affairs. مؤرشف من الأصل في 28 فبراير 2019. اطلع عليه بتاريخ May 17 2015. {{استشهاد ويب}}: تحقق من التاريخ في: |تاريخ الوصول= (مساعدة)
25. 1 2  You, Jong-sung (2003). "A Study of Social Trust in South Korea" (PDF). Harvard University. مؤرشف من الأصل (PDF) في 5 أغسطس 2010. اطلع عليه بتاريخ May 28 2015. {{استشهاد ويب}}: تحقق من التاريخ في: |تاريخ الوصول= (مساعدة)
26. 1 2 3 4 5 6 7 8 9 10  Francis Fukuyama (1999). "The Great Disruption". The Atlantic. مؤرشف من الأصل في 15 يوليو 2018. اطلع عليه بتاريخ May 17 2015. {{استشهاد ويب}}: تحقق من التاريخ في: |تاريخ الوصول= (مساعدة)
27. 1 2 3  "Anthony Gottlieb". New York Times. 1999. مؤرشف من الأصل في 24 أغسطس 2017. اطلع عليه بتاريخ May 19 2015. {{استشهاد ويب}}: تحقق من التاريخ في: |تاريخ الوصول= (مساعدة)
28. ↑  G. John Ikenberry (1999). "The Great Disruption: Human Nature and the Reconstitution of the Social Order". Foreign Affairs. مؤرشف من الأصل في 4 ديسمبر 2018. اطلع عليه بتاريخ May 19 2015. {{استشهاد ويب}}: تحقق من التاريخ في: |تاريخ الوصول= (مساعدة)
29. ↑  Andrew Leigh (2000). "Review of Francis Fukuyama, "The Great Disruption: Human Nature and the Reconstitution of Social Order"" (PDF). Australian Journal of Political Science. مؤرشف من الأصل (PDF) في 12 أبريل 2019. اطلع عليه بتاريخ May 19 2015. {{استشهاد ويب}}: تحقق من التاريخ في: |تاريخ الوصول= (مساعدة)
30. ↑  Paul Berman (2006). "Neo No More". New York Times. مؤرشف من الأصل في 24 أغسطس 2017. اطلع عليه بتاريخ May 18 2015. {{استشهاد ويب}}: تحقق من التاريخ في: |تاريخ الوصول= (مساعدة)
31. 1 2 3 4 5 6 7 8 9 10  Francis Fukuyama (2006). "America at the Crossroads" (PDF). Yale University Press. مؤرشف من الأصل (PDF) في 10 مارس 2012. اطلع عليه بتاريخ May 18 2015. {{استشهاد ويب}}: تحقق من التاريخ في: |تاريخ الوصول= (مساعدة)
32. 1 2 3 4 5 6 7  Francis Fukuyama (2006). "America at the Crossroads" (PDF). Yale University Press. مؤرشف من الأصل (PDF) في 10 أغسطس 2014. اطلع عليه بتاريخ May 18 2015. {{استشهاد ويب}}: تحقق من التاريخ في: |تاريخ الوصول= (مساعدة)
33. ↑  Louis Menand (2006). "Breaking Away". The New Yorker. مؤرشف من الأصل في 26 يونيو 2018. اطلع عليه بتاريخ May 28 2015. {{استشهاد ويب}}: تحقق من التاريخ في: |تاريخ الوصول= (مساعدة)
34. ↑  Walter Russell Mead (2006). "America at the Crossroads: Democracy, Power, and the Neoconservative Legacy". Foreign Affairs. مؤرشف من الأصل في 27 نوفمبر 2018. اطلع عليه بتاريخ May 20 2015. {{استشهاد ويب}}: تحقق من التاريخ في: |تاريخ الوصول= (مساعدة)
35. ↑  G. John Ikenberry (2011). "The Origins of Political Order: From Prehuman Times to the French Revolution". Foreign Affairs. مؤرشف من الأصل في 29 نوفمبر 2018. اطلع عليه بتاريخ May 28 2015. {{استشهاد ويب}}: تحقق من التاريخ في: |تاريخ الوصول= (مساعدة)
36. 1 2 3  Francis Fukuyama (2011). The Origins of political order : from prehuman times to the French revolution. Farrar, Straus and Giroux. ص. 13. ISBN:0374533229.
37. ↑  Francis Fukuyama (2013). Fukuyama Lecture- The Origins of Political Order.pdf "The Origins of Political Order" (PDF). MISTRA. مؤرشف من الأصل (PDF) في 4 مارس 2016. اطلع عليه بتاريخ May 19 2015. {{استشهاد ويب}}: تحقق من التاريخ في: |تاريخ الوصول= (مساعدة) وتحقق من قيمة |مسار أرشيف= (مساعدة)
38. 1 2  Francis Fukuyama (2011). The Origins of political order : from prehuman times to the French revolution. Farrar, Straus and Giroux. ص. 23. ISBN:0374533229.
39. 1 2 3  Francis Fukuyama (2011). The Origins of political order : from prehuman times to the French revolution. Farrar, Straus and Giroux. ص. 24. ISBN:0374533229.
40. ↑  Francis Fukuyama (2011). The Origins of political order : from prehuman times to the French revolution. Farrar, Straus and Giroux. ص. 27. ISBN:0374533229.
41. ↑  Francis Fukuyama (2011). The Origins of political order : from prehuman times to the French revolution. Farrar, Straus and Giroux. ص. 25. ISBN:0374533229.
42. 1 2 3 4  Francis Fukuyama (2011). The Origins of political order : from prehuman times to the French revolution. Farrar, Straus and Giroux. ص. 26. ISBN:0374533229.
43. 1 2  Francis Fukuyama (2011). The Origins of political order : from prehuman times to the French revolution. Farrar, Straus and Giroux. ص. 29. ISBN:0374533229.
44. 1 2 3  Francis Fukuyama (2011). The Origins of political order : from prehuman times to the French revolution. Farrar, Straus and Giroux. ص. 30. ISBN:0374533229.
45. ↑  Francis Fukuyama (2011). The Origins of political order : from prehuman times to the French revolution. Farrar, Straus and Giroux. ص. 31. ISBN:0374533229.

## روابط خارجية
- فرانسيس فوكوياما على موقع الموسوعة البريطانية (الإنجليزية)
- فرانسيس فوكوياما على موقع مونزينجر (الألمانية)
- فرانسيس فوكوياما على موقع ميوزك برينز (الإنجليزية)
- فرانسيس فوكوياما على موقع إن إن دي بي (الإنجليزية)